# 凱旋門 (平壌)
凱旋門（がいせんもん 朝鮮語: 개선문 ケソンムン）は、朝鮮民主主義人民共和国平壌市牡丹峰区域にある凱旋門で、高さは60mあり世界最大である。平壌のランドマークとなっている。

## 概説
この凱旋門は、金日成の生誕70周年を記念して、1982年4月15日に牡丹峰西側の凱旋門広場に建てられた。日本による支配から解放された後の1945年10月14日、平壌に凱旋した金日成が「ソ連解放軍歓迎平壌市民大会」において抗日闘争指導者として民衆を前に演説を行った場所である。
パリのエトワール凱旋門をモデルとしながらも、エトワール凱旋門より10m高くなるように造られている。高さは60m、正面幅52.5m、側面幅36.2m、アーチ門の高さ27m、アーチ門の幅18.6mと世界で一番大きい凱旋門で、1万500個の花崗岩で造られている。
4本の花崗岩の枝の柱の上には、金日成が祖国回復を志し平壌を後にした年である1925年と金日成が平壌に凱旋した1945年を示した浮き彫りがある。また、その東側と西側の壁面は白頭山の浮き彫りがあり、南側と北側の壁面には「金日成将軍の歌」や革命を賛美する歌の歌詞が彫刻されている。凱旋門内部は、何十もの部屋、手すり、展望台、およびエレベーターがある。
凱旋門広場は、南西方向の牡丹峰通り、北方向の凱旋通り、南方向の七星門通りと東方向の金日成競技場連絡道路が交差するロータリー交差点である。この内凱旋門を潜るのは南北方向の通りのみであり、ここを境に北は凱旋通り、南は七星門通りと名前を変える。また、無軌条電車の路線上でもあるがこちらも潜らない。交差点南東角には地下鉄凱旋駅の駅舎がある。

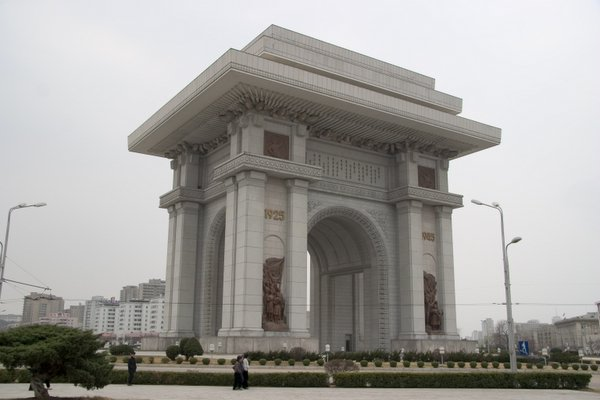
北東側
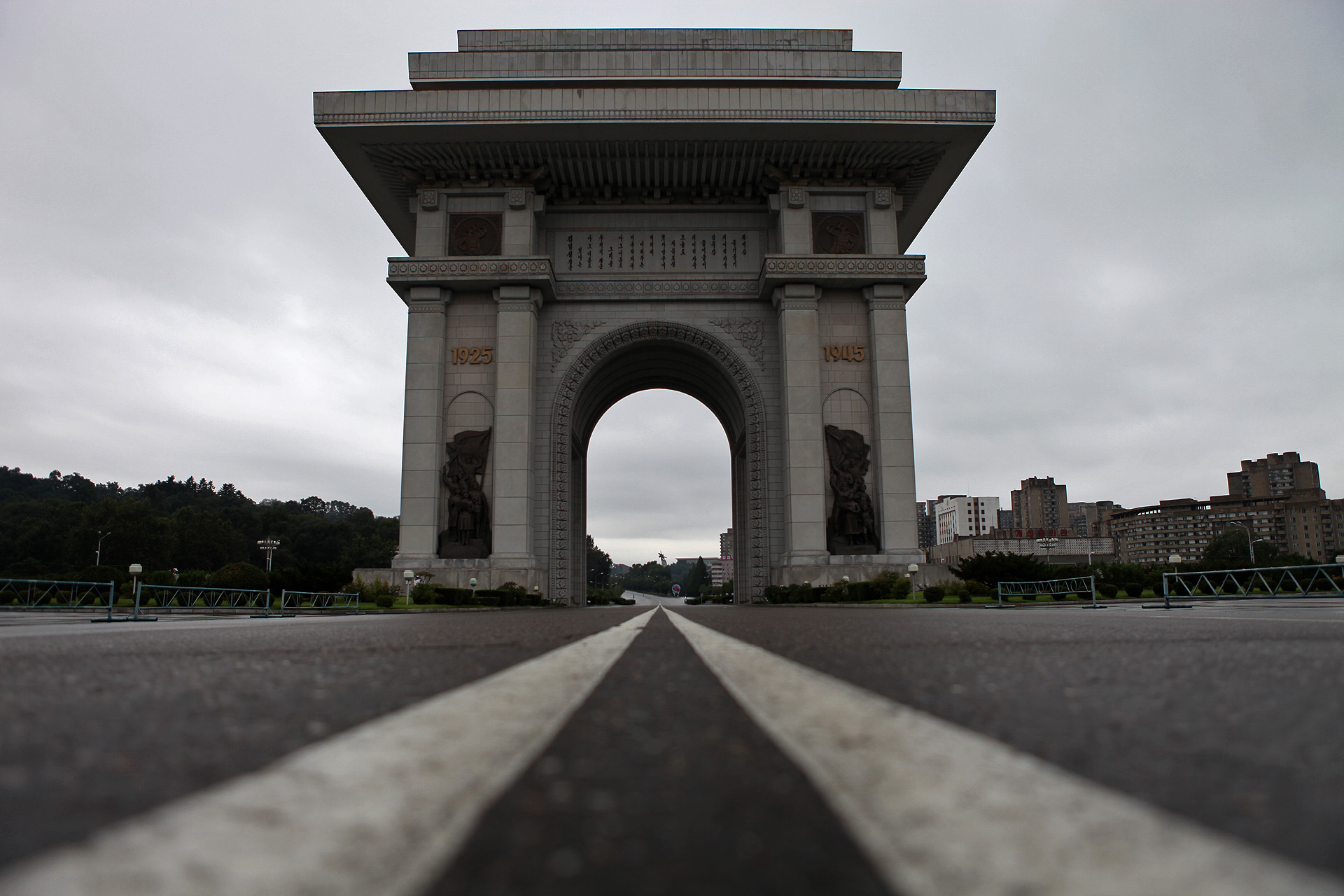
北側（奥に千里馬銅像）
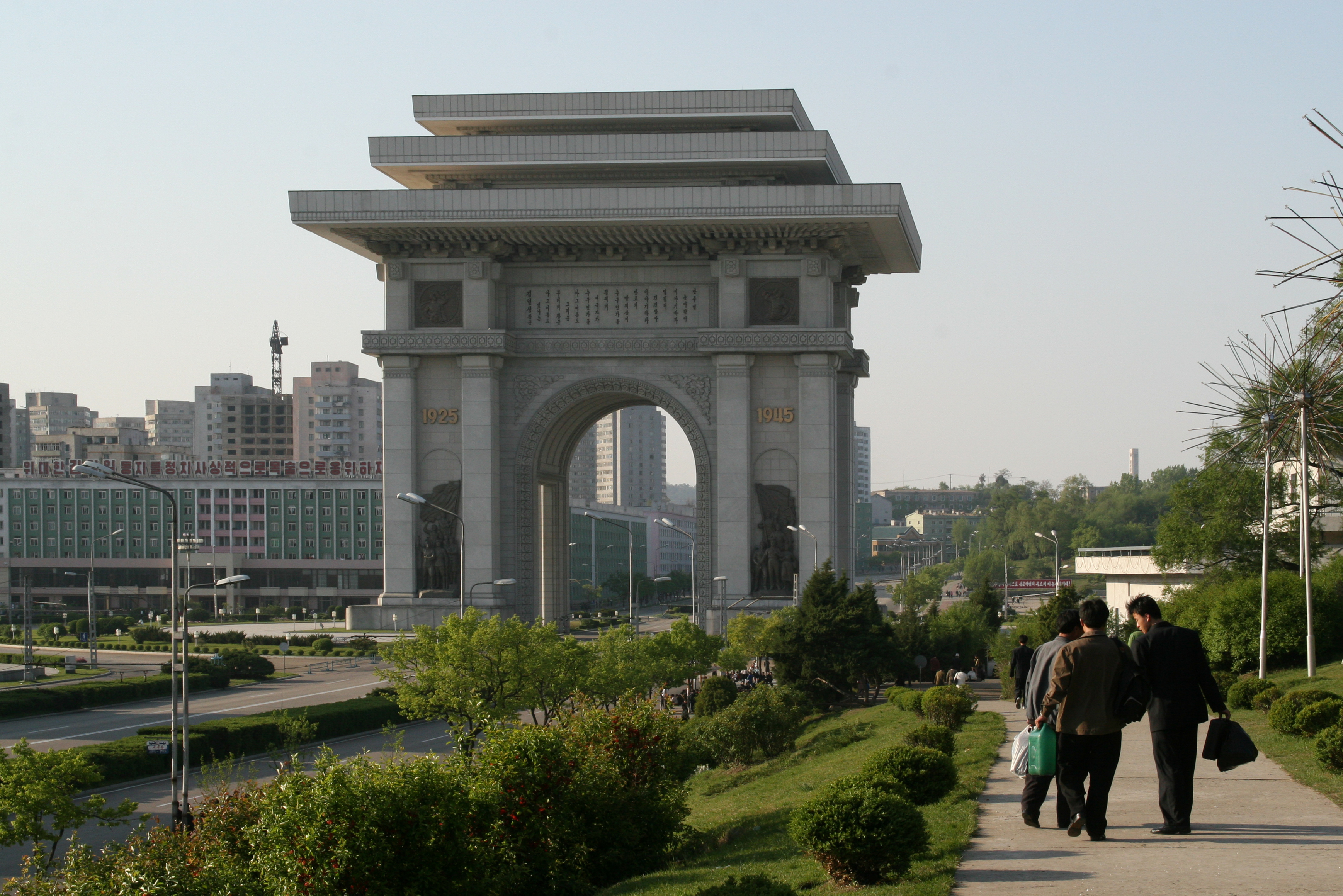
南東側（牡丹峰公園側より）
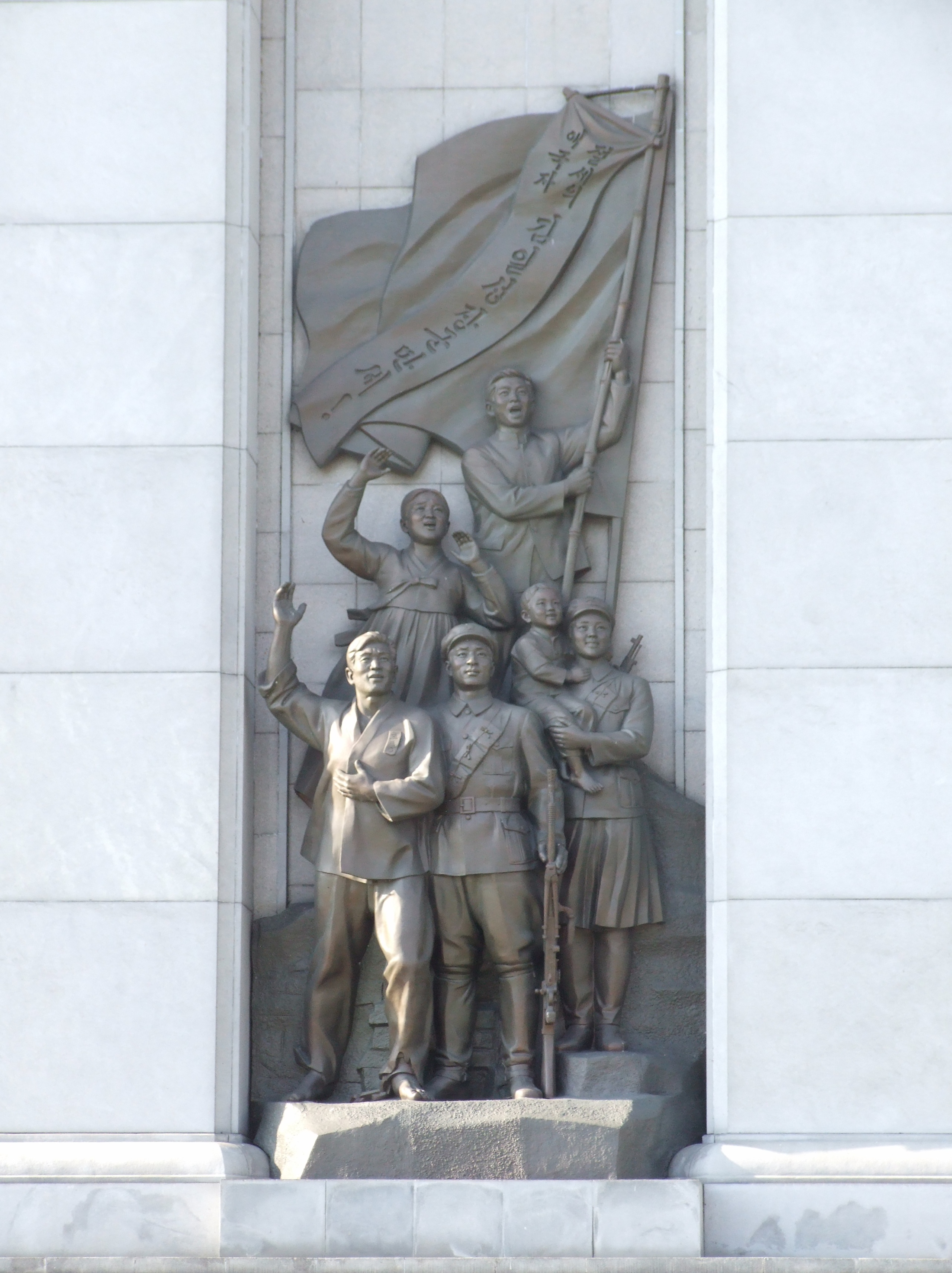
彫刻
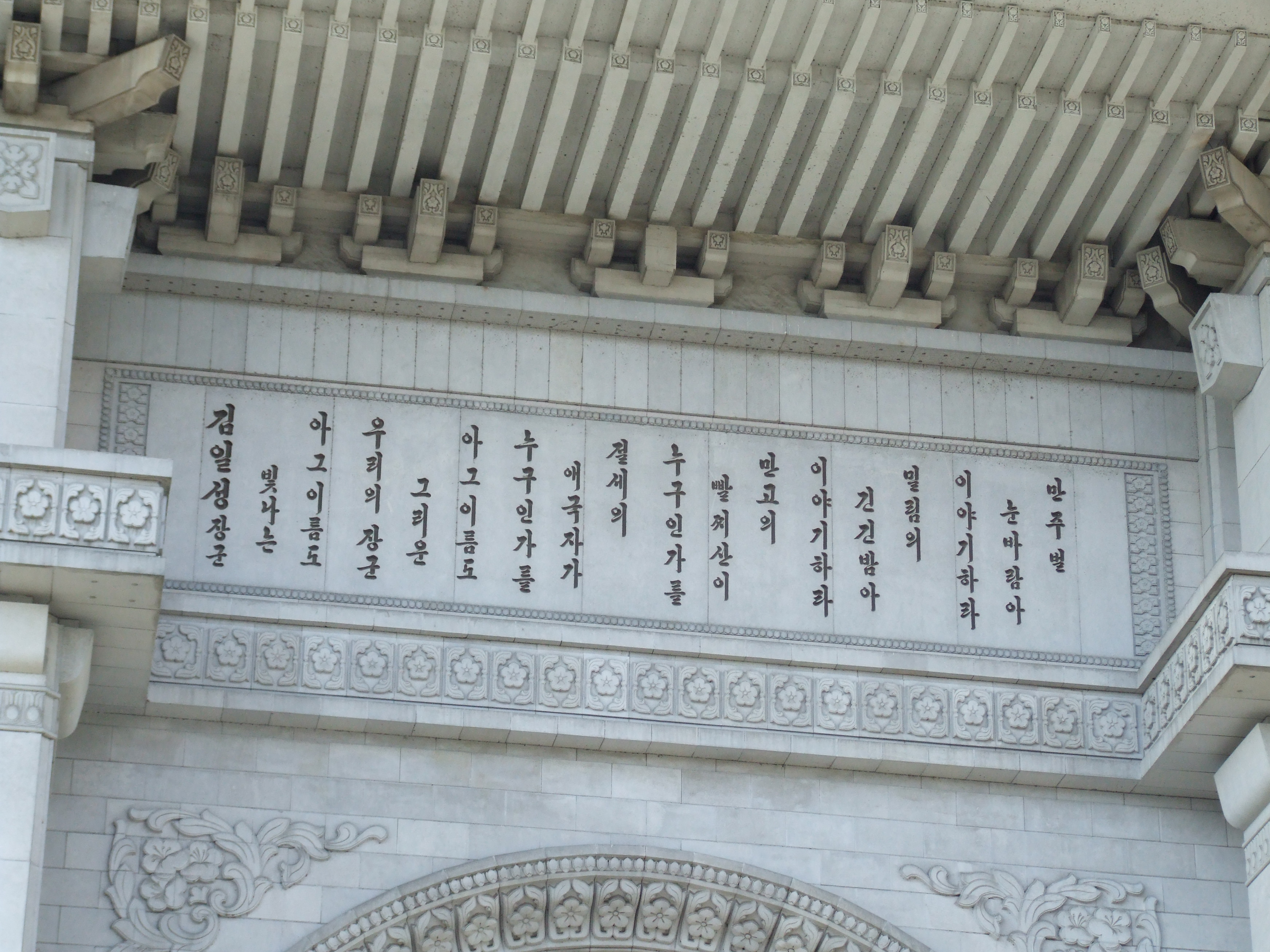
歌詞の彫刻
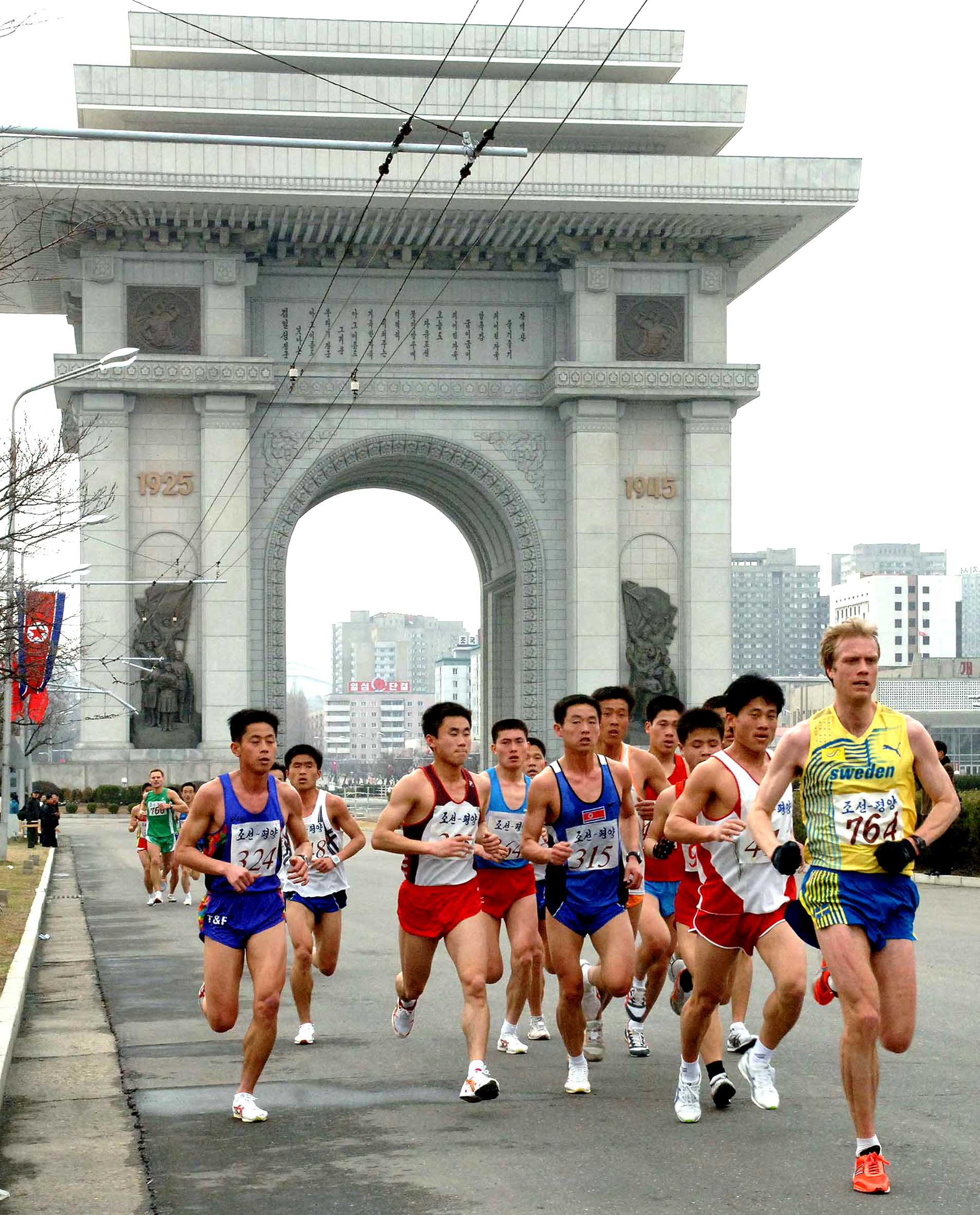
平壌マラソン
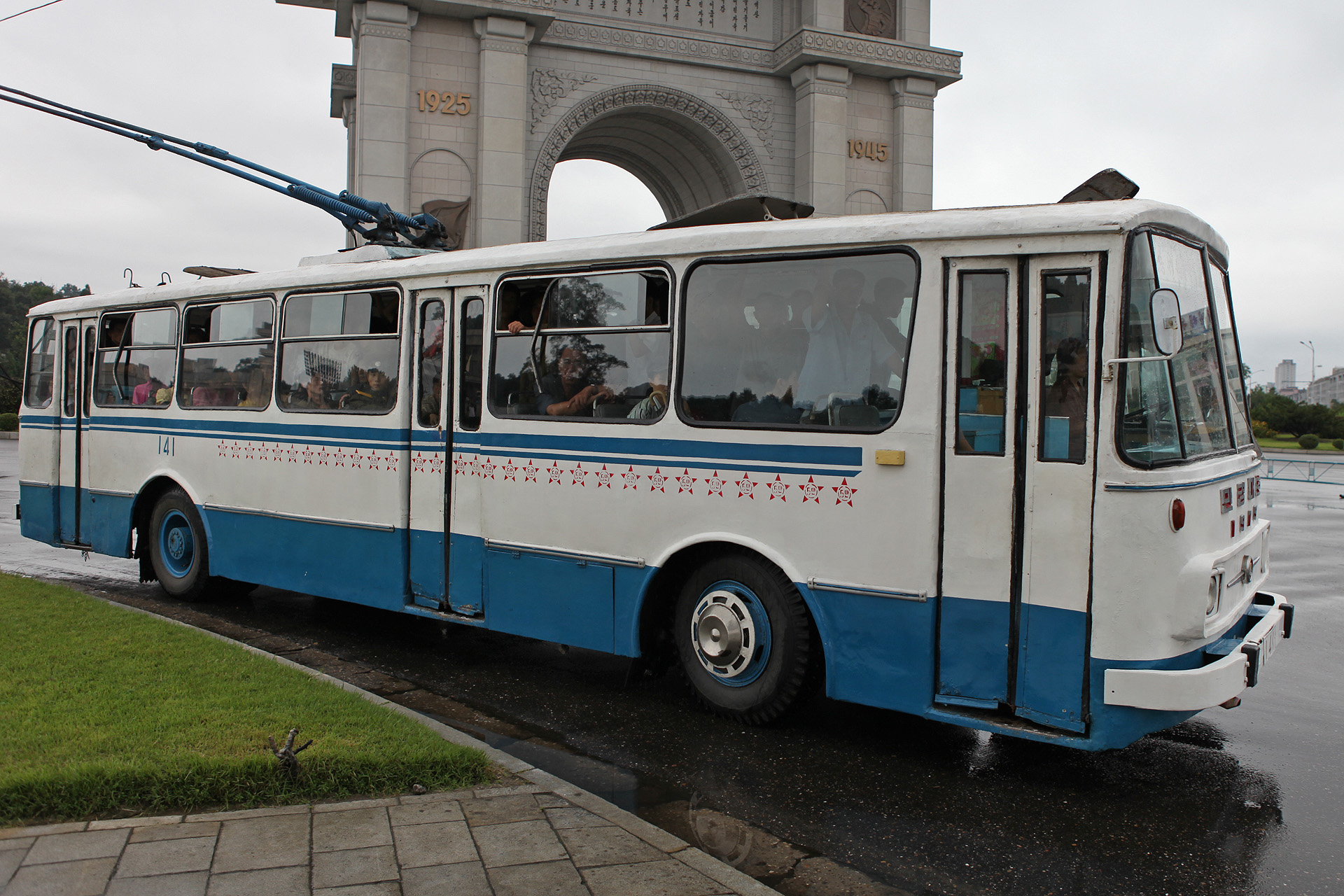
前を横切る無軌条電車
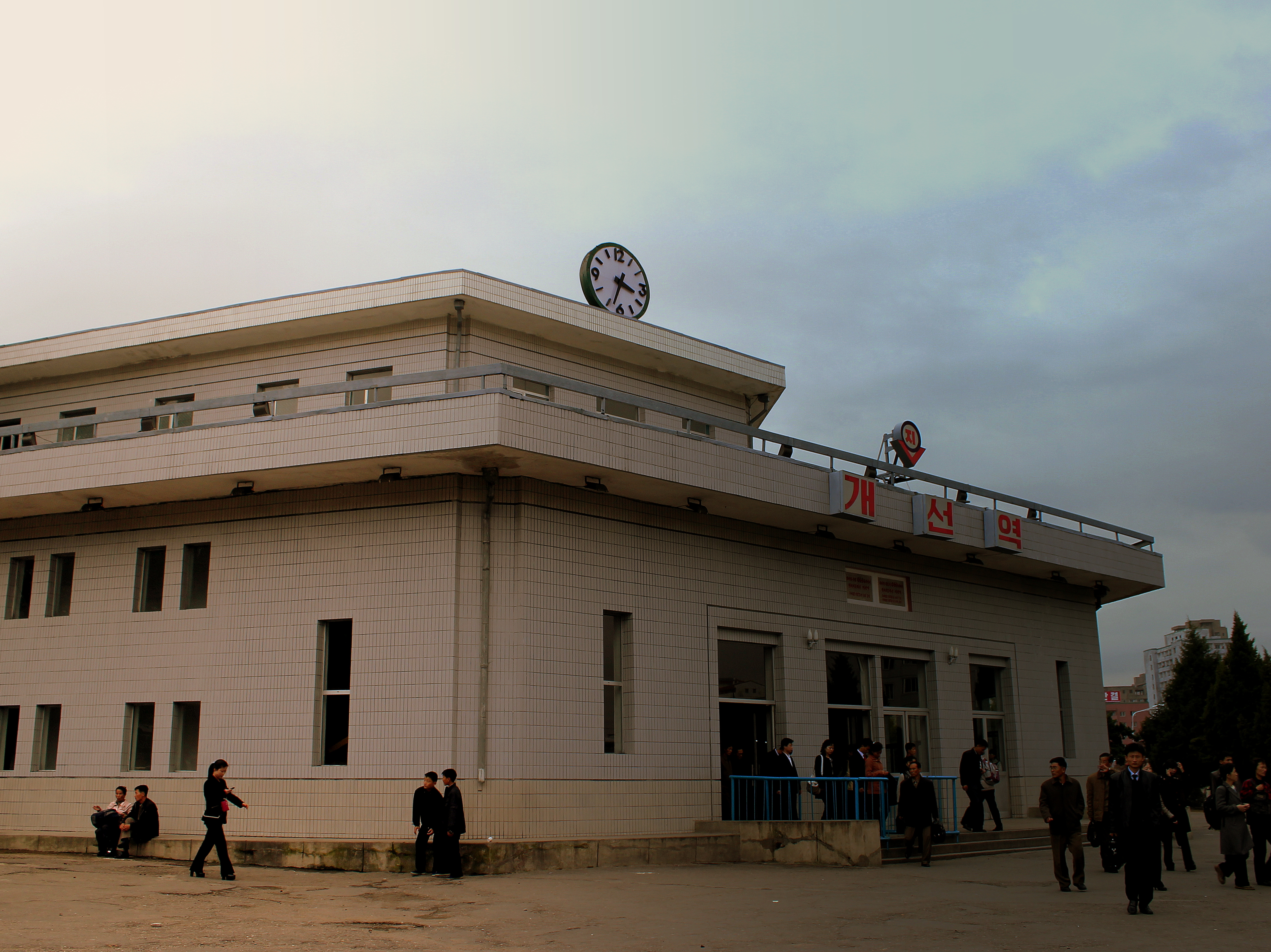
地下鉄凱旋駅
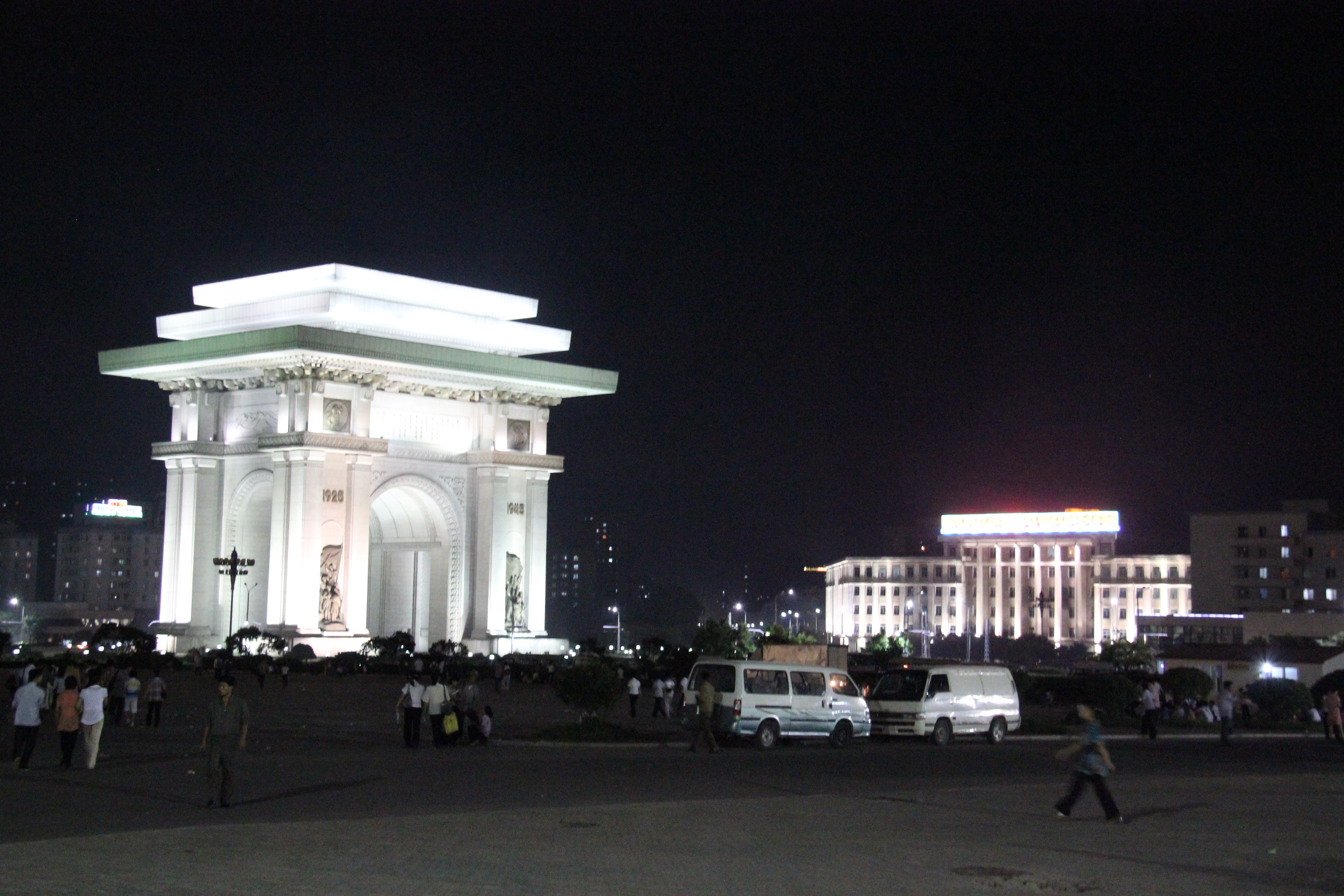
ライトアップ

## 周辺
- 地下鉄凱旋駅
- 牡丹峰公園
  - 金日成競技場
  - 凱旋青年公園
  - 平壌テレビ塔（朝鮮語版、英語版）
  - 朝中友誼塔
- 平壌市第1病院
- 解放映画館
- 西平壌百貨店
- 烽火山ホテル
- 牡丹食堂